# Deblín
Deblín je městys v okrese Brno-venkov v Jihomoravském kraji. Rozkládá se v Křižanovské vrchovině, přibližně 6 kilometrů jihozápadně od Tišnova. Žije zde přibližně 1 100 obyvatel.
V Deblíně se nachází zdravotní středisko, základní škola, mateřská školka, kostel sv. Mikuláše, restaurace na Gruntě a knihovna a je také centrem místní farnosti.

## Název
V dokladech ze 13. a 14. století se střídají podoby Deblín a Doblín, od konce 14. století převládlo Deblín. Název vsi byl odvozen od osobního jména Debla či Dobla, jehož základem bylo staré přídavné jméno deblý či doblý – „tlustý, velký, silný, slavný“. Význam místního jména byl „Deblův/Doblův majetek“.

## Historie
První písemná zmínka o obci pochází z roku 1234.
Dne 10. října 2006 byl obci vrácen status městyse.

## Obyvatelstvo
| Rok            | 1869  | 1880  | 1890  | 1900  | 1910  | 1921  | 1930  | 1950  | 1961  | 1970  | 1980  | 1991 | 2001 | 2011 | 2021  |
| -------------- | ----- | ----- | ----- | ----- | ----- | ----- | ----- | ----- | ----- | ----- | ----- | ---- | ---- | ---- | ----- |
| Počet obyvatel | 1 122 | 1 202 | 1 115 | 1 064 | 1 159 | 1 130 | 1 191 | 1 040 | 1 143 | 1 105 | 1 035 | 912  | 935  | 992  | 1 058 |
| Počet domů     | 156   | 168   | 176   | 180   | 187   | 198   | 224   | 251   | 261   | 271   | 270   | 316  | 332  | 342  | 365   |

Vývoj počtu obyvatel

## Pamětihodnosti
- zaniklý hrad
- farní kostel sv. Mikuláše z roku 1250

## Galerie

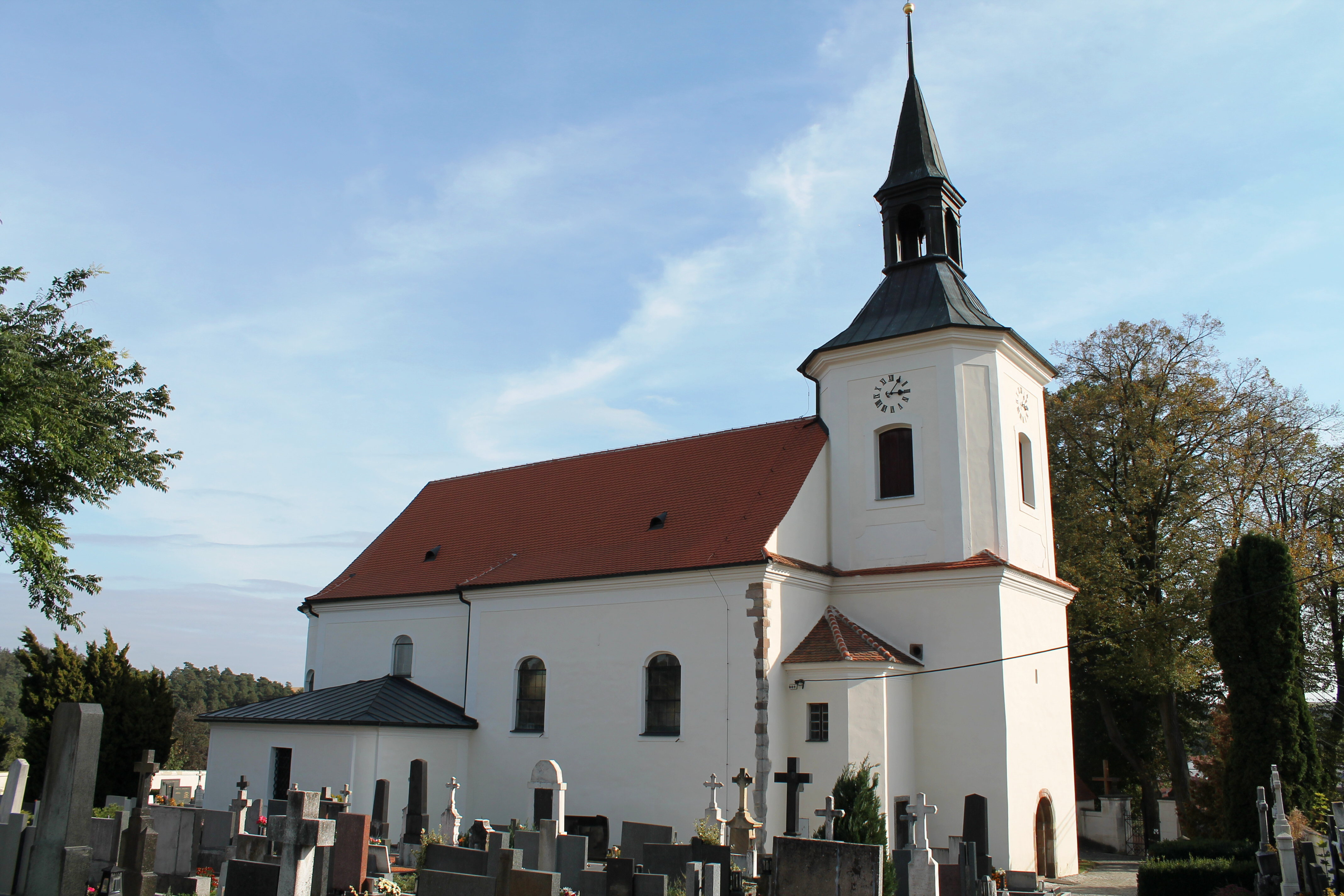
Kostel sv. Mikuláše
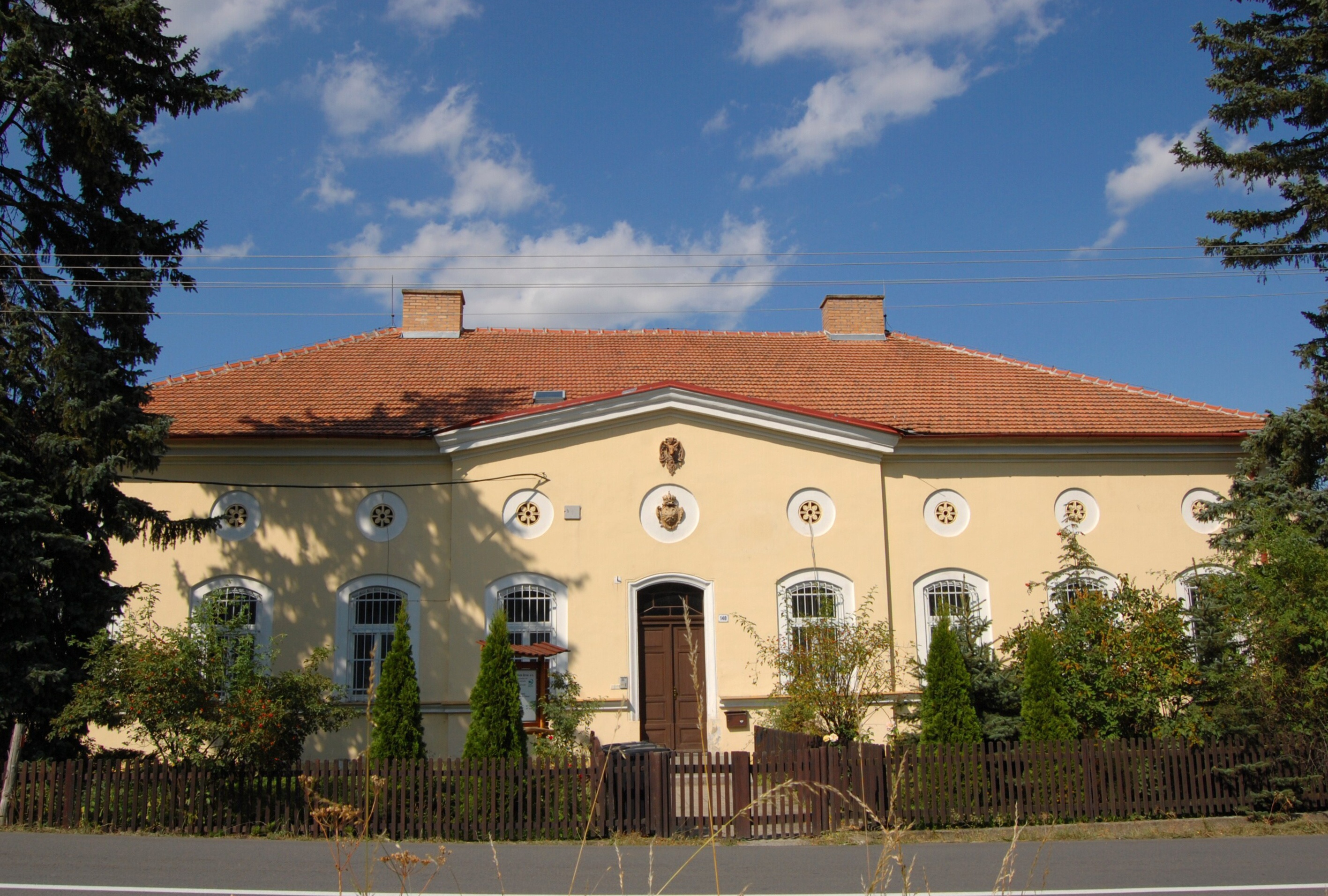
Myslivna
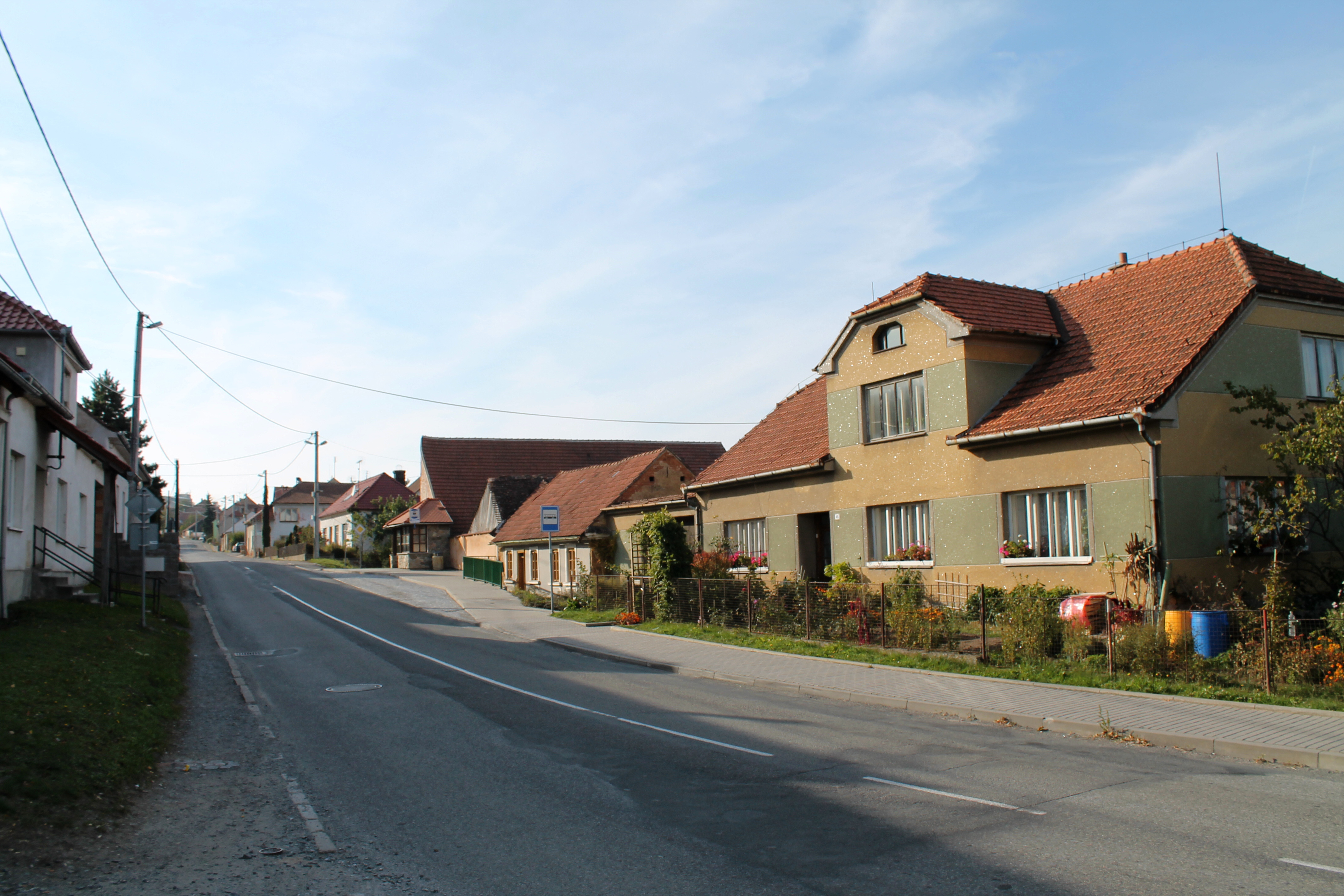
Hlavní ulice
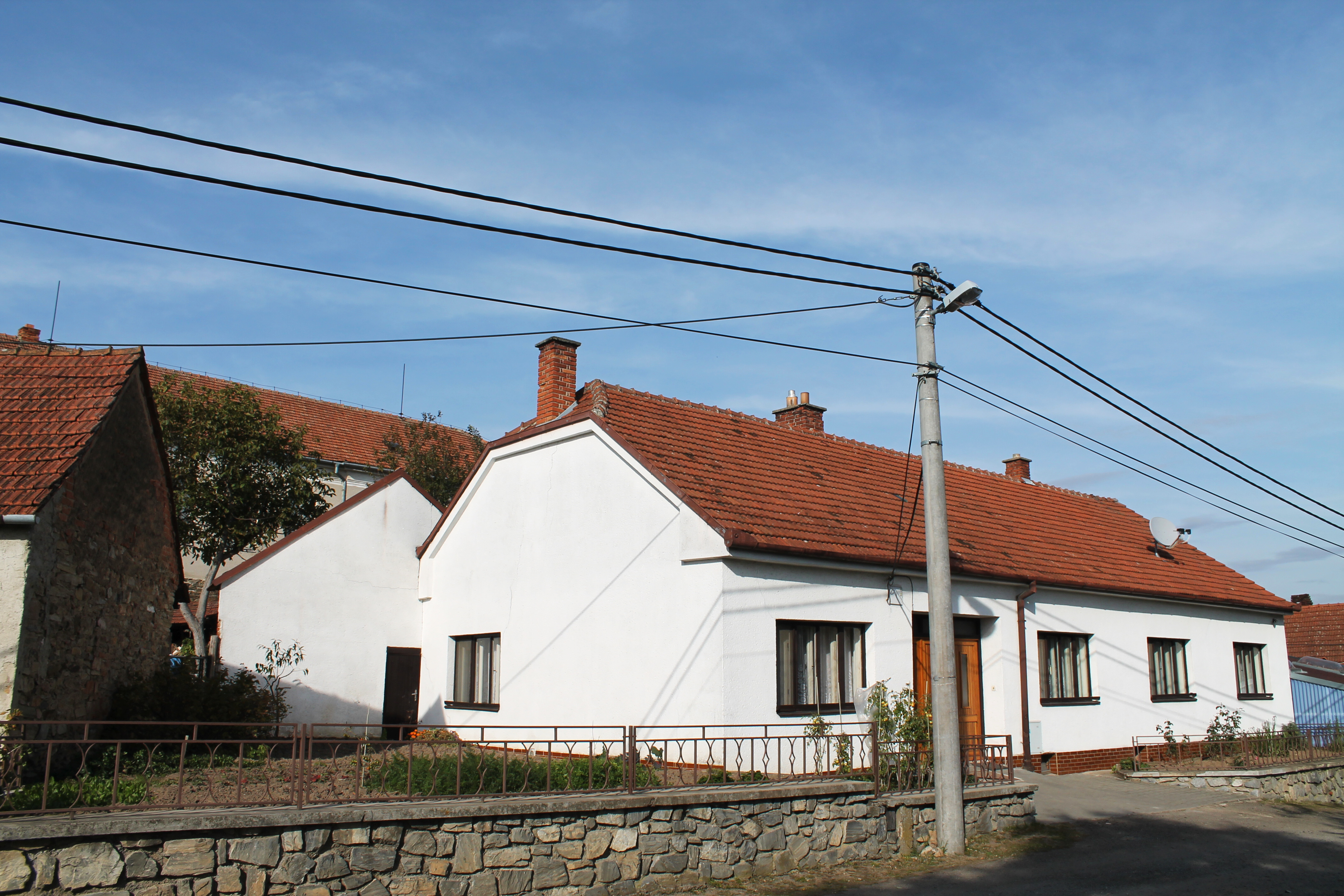
Domy na místě zaniklého hradu